# 何叔練
何叔練（1913年10月13日—1982年），越南共和國時期官員。

## 生平
何叔練是越南承天府香茶县罗渚社（今屬承天順化省香茶市社）人，父親是阮朝大臣何叔愉。
越南第一共和國時期，何叔練曾任承天省長兼順化市長。1958年孔德成訪問越南共和國期間，拜訪了何叔練及其父何叔愉。